# Xã McNeely, Quận Tripp, Nam Dakota
Xã McNeely (tiếng Anh: McNeely Township) là một xã thuộc quận Tripp, tiểu bang Nam Dakota, Hoa Kỳ. Năm 2010, dân số của xã này là 52 người.